# Madame de Saint-Estève
Pour les articles homonymes, voir Asie (homonymie).
Madame de Saint-Estève, de son vrai nom Jacqueline Collin, est un personnage de La Comédie humaine d'Honoré de Balzac. Tante de Jacques Collin, alias Vautrin, alias Carlos Herrera, elle est née en 1768 à Java, d'où le pseudonyme Asie sous lequel elle se cache pour être le chien de garde d'Esther Gobseck, dont elle est la servante, sur ordre de son neveu. Dans sa jeunesse, elle a été la maîtresse de Marat, puis celle du chimiste Duvignon qui lui a révélé le secret des poisons. Balzac la qualifie souvent de mulâtresse. 
Marchande à la toilette, de 1800 à 1805, pourvoyeuse de prostituées, elle est envoyée en prison pendant deux ans pour incitation de mineures à la débauche.
Excellente transformiste, elle se déguise en baronne du faubourg Saint-Germain et se présente à la Conciergerie où est enfermé Carlos Herrera. Elle prend toutes les mesures pour le faire évader dans Splendeurs et misères des courtisanes.
Autre nom d'emprunt : madame Nourrisson, nom d'une de ses amies, lorsqu'elle tient un commerce louche, rue de Provence.
En 1845, elle passe en Italie en compagnie du chimiste Duvignon qu'elle a retrouvé. Tous deux fabriquent de la fausse monnaie, mais, bientôt arrêtée par la police, Jacqueline Collin s'empoisonne pour échapper à la justice.
Elle est présente dans :
- Splendeurs et misères des courtisanes, où elle se montre excellente cuisinière, manipulatrice de poisons, comédienne pour retenir le baron de Nucingen.
- La Cousine Bette, c'est elle qui empoisonne Valérie Marneffe, maîtresse du baron Hulot d'Ervy, à la demande de Victorin Hulot d'Ervy, le fils du baron.
- Le Comte de Sallenauve
- La Famille Beauvisage
- Les Comédiens sans le savoir